# Reliability Centered Maintenance
RCM o, Reliability Centered Maintenance, è una tecnica utilizzata nelle industrie di processo, o più in generale nelle industrie "critiche", per progettare i piani di manutenzione.